# Святая Елена находит Истинный Крест (картина Тьеполо)
«Святая Елена находит Истинный Крест» (итал. L'esaltazione della Croce e sant' Elena) — картина-тондо итальянского живописца Джованни Батиста Тьеполо (1696—1770), представителя венецианской школы. Создана примерно в 1745 году. С 1812 года хранится в коллекции Галереи Академии в Венеции.

## История
Полотно находилось на плафоне церкви Каппучине в сестьере (районе) Кастелло в Венеции (церковь была разрушена во время создания наполеоновских садов).

## Описание
Сцена навеяна средневековой легенде об истории Животворящего Креста, которая берет свое начало от мифа об Эдемском дерево и доходит до времен императора Ираклия (VII век). На полотне изображен эпизод обретения Креста святой Еленой (матерью Константина Великого, римского императора, который издал эдикт, по которому христианство было признано официальной религией). По легенде, воскрешение покойной, которую положили перед каждым из трех крестов, найденных под землей, определило, какой именно крест стал орудием казни Иисуса.
Полотно имеет сложное построение перспективы снизу вверх, что можно оценить лишь частично, поскольку оно изъято из оригинального контекста. Рафинированная цветовая палитра, проникнутая светом, подчеркивает смысл сцены, подчиняющейся святой Елене — центральной оси, вокруг которой вращается вся композиция — изображенной в торжественной позе перед Истинным Крестом. Тьеполо изображает земной регистр персонажей плотным полукольцом со сложным перекрестным движением, обременяя его колоритом, плотными формами, что позволяет кресту, господствовать в светлом и прозрачном небесном пространстве. На полотне также заметны фрагменты античных сооружений, символизирующих вместе с Крестом победу христианства над язычеством.